# Patrick Warto
Patrick Warto (* 10. August 1972) ist ein österreichischer Rechtswissenschaftler und Autor. Er ist assoziierter Professor für Privatrecht und Unternehmensrecht an der Recht- und Wirtschaftswissenschaftlichen Fakultät der Paris Lodron Universität Salzburg.

## Werdegang
Warto studierte Kommunikationswissenschaft, Psychologie, Soziologie sowie Rechtswissenschaft an der Universität Salzburg. Im Jahr 2002 wurde er zum Dr. phil. und im Jahre 2006 zum Dr. iur. promoviert. Nach Absolvieren der Gerichtspraxis arbeitete er ab 2007 als Assistent bei Friedrich Harrer am Institut für österreichisches und internationale Handels- und Wirtschaftsrecht der Universität Salzburg. 2016 habilitierte er sich mit einer Arbeit zum Thema „Gläubigerschutz bei Umgründungen“ und erhielt die Lehrbefugnis für die Fächer Bürgerliches Recht sowie Handels- und Wirtschaftsrecht.

## Forschung
Der Forschungsschwerpunkt von Patrick Warto liegt im Gesellschaftsrecht.  Beachtung fanden u. a. seine Thesen zur Wissenszurechnung im Unternehmen, zur Kapitalentsperrung bei Umgründungen sowie zur Reform der Gesellschaft nach bürgerlichem Recht. Interdisziplinär forscht er zudem im Bereich der Rechtsdidaktik. Als Begründer der Fachtagungen „Rechtsdidaktik in Österreich“, Leiter des Lehrgangs für Hochschuldidaktik an der Universität Salzburg sowie  Beiträgen zum Thema ist Patrick Warto maßgeblich für die Etablierung dieses noch jungen Faches in Österreich verantwortlich.

## Vortragstätigkeit
Seine Vortragstätigkeit führte Patrick Warto über den europäischen Raum hinaus  in die USA, Indien und China. Im Sommerprogramm der McGeorge School of Law (Sacramento, Kalifornien) unterrichtete er u. a. an der Seite der US Supreme Court Judges Anthony Kennedy und Elena Kagan.

## Soziales Engagement
Patrick Warto setzt sich im Rahmen seiner Arbeit  für Menschenrechte entlang der Lieferkette, für Rechte von Menschen mit psychischen Einschränkungen sowie religiöse Minderheiten ein. Dabei war er an einer Reihe Entscheidungen des EGMR und der österreichischen Höchstgerichte beteiligt.

## Publikationen
- Christine W. Trültzsch-Wijnen, Ines Deibl, Jörg Zumbach, Lena von Kotzebue: Digitale Medienbildung. Mediendidaktik in den Rechtswissenschaften. Pädagogik – Didaktik – Fachdidaktik, 2023, S. 385 ff., ISBN 978-3-8309-9670-5
- Hermann Astleitner, Ines Deibl, Jörg Zumbach, Patrick Warto: Exzellenz in Rechtswissenschaft und Rechtsdidaktik. Facultas Verlag, 2023, ISBN 978-3-7089-2386-4
- Christoph Busch: Die Verordnung (EU) 2019/1150 zur Förderung von Fairness und Transparent und der Entwurf einer Verordnung über digitale Märkte, 2022. Verlag C.H.Beck, In: FS Peter Mader, 2022, S. 115 ff., ISBN 978-3-406-75320-6
- Friedrich Harrer, Julia Told, Matthias Neumayr: Organhaftung, Verantwortlichkeit im Unternehmen. (zusammen mit J. Told). In: Harrer/Neumayr/Told: Organhaftung. Verlag Österreich, 2022, ISBN 978-3-7046-8899-6
- Patrick Warto, Christoph Hubner: Zur Dritthaftung des Verschmelzungsprüfer. GES 2022, S. 239 ff.
- Patrick Warto, Teibl, Otto Lagodny, Hermann Astleitner, Jörg Zumbach (Herausgeber): Rechtsdidaktik. Vom Selbstverständnis einer neuen Disziplin. Facultas Verlag, 2021, ISBN 978-3-7089-2076-4
- Zweite Auflage der §§ 1175 – 1216e ABGB (Gesellschaft bürgerlichen Rechts). In: Kletecka/Schauer (Hrsg.): ABGB. 2021
- Zweite Auflage der §§ 96 – 101 GmbHG, §§ 1 – 18 EU-VerschG, §§ 1 – 19 SpaltG, §§ 1 – 6 UmwG, §§ 234 – 234b, 239 – 253 AktG, Anhänge §§ 74, 76 GmbHG. In: Gruber/Harrer (Hrsg.): GmbHG Kommentar. 2018